# Sterre Visser
Sterre Visser (Varsseveld, 18 december 2007) is een Nederlands voetbalspeelster. Ze speelt als aanvaller voor De Graafschap in de Vrouwen Eerste divisie.

## Clubcarrière
Visser begon met voetballen in Varsseveld. In 2024 werd ze samen met zeven andere regionale talenten toegevoegd aan de selectie van het nieuw opgerichte vrouwenelftal De Graafschap. In de allereerste officiële wedstrijd van de Superboerinnen tegen Jong Excelsior wist Visser het allereerste officiële doelpunt van de club te maken. Ze bepaalde in de 58ste minuut de eindstand op 1-1. Op 6 oktober 2024 leidde ze de Superboerinnen met twee doelpunten naar de eerste overwinning in de eerste divisie. Op 3 april 2025 verlengde Visser haar contract in Doetinchem tot medio 2026.

## Statistieken
| Seizoen | Club          | Land      | Competitie     | Wedstrijden | Doelpunten |
| ------- | ------------- | --------- | -------------- | ----------- | ---------- |
| 2024/25 | De Graafschap | Nederland | Eerste divisie | 20          | 6          |
| Totaal  | Totaal        | Totaal    | Totaal         | 20          | 6          |

Laatste update: 3 april 2025
1 Kers ·
2 Mulder ·
3 Kleine ·
4 Jansen ·
5 Hakkers ·
6 Van Engen ·
7 Visser ·
8 Hubert ·
9 Roddenhof ·
10 Masseling ·
11 Zeijseink ·
12 Wagenmans ·
14 Joseph ·
15 Bolder ·
16 L. Alkema ·
17 Tijink ·
18 Klees ·
19 Geltink ·
20 Reijenga ·
21 Verheij ·
22 Joosten ·
23 Hubers ·
24 Reisner ·
25 Rothman ·
27 T. Alkema ·
31 Snippe ·
Coach: Kleinhesselink